# Déguélé
Déguélé, également appelé Déguélin, est une localité située dans le département de Karangasso-Vigué de la province du Houet de la région des Hauts-Bassins au Burkina Faso.

## Éducation et santé
Déguélé accueille un centre de santé et de promotion sociale (CSPS).